# Clumprit
Clumprit is een bestuurslaag in het regentschap Malang van de provincie Oost-Java, Indonesië. Clumprit telt 5445 inwoners (volkstelling 2010).